# Марк Тетчер
Сер Марк Тетчер, 2-й баронет Тетчер (англ. Mark Thatcher, 2nd Baronet; нар. 15 серпня 1953 року) — підприємець, автогонщик, син 71-го прем'єр-міністра Великої Британії Маргарет Тетчер.

## Біографія
Народився 15 серпня 1953 року в сім'ї 71-го прем'єр-міністра Великої Британії Маргарет Тетчер та її чоловіка Дениса Тетчера разом зі своєю сестрою-близнюком Керол. Закінчив школу Герроу в 1971.
У 1987 році одружився з американкою Діаною Бергдорф (нар. 1960), двоє дітей Майкл (нар. 1989) та Аманда (нар. 1993). Після розлучення в 2005 році в 2008 році одружився з Сарою-Джейн Рассел. Перша дружина Марка Діана Бергдорф у 2008 році одружилася з американським підприємцем Джеймсом Беккетом.

### Участь в автоперегонах
В 1979 Марк узяв участь в австралійській тисячокілометровій гонці 1979 Hardie-Ferodo 1000, але не фінішував.
У 1980 році Марк у складі команди Scuderia Torino Corse взяв участь у гонці 24 години Ле-Мана 1980, не фінішував. Він також брав участь у гонці 24 години Ле-Мана 1981 року, де його екіпаж зійшов з дистанції після 260-го кола.
У 1982 році Марк взяв участь у гонці Ралі Дакар разом зі своїм французьким штурманом Шарлотт Верне та механіком. 9 січня 1982 вони відокремилися від колони автомобілів після зупинки для ремонту несправної рульової системи і були оголошені зниклими безвісти 12 січня. Після великомасштабного пошуку алжирський військовий пошуковий літак Lockheed L100 виявив їх білий Peugeot 504 на відстані 50 км від траси. Тетчер, Верні та механік не постраждали.

### Підприємницька діяльність
У 1980-х роках у США представляв британські компанії Девіда Вікінса Lotus Cars та British Car Auctions.

### Справа про спробу державного перевороту в Екваторіальній Гвінеї (2004)
У березні 2004 року в зімбабвійському аеропорту було затримано літак з вантажем зброї та групою найманців на борту. Групу очолював колишній британський військовий Симон Манн. Це та низка інших подій стало початком справи про спробу державного перевороту в Екваторіальній Гвінеї. Слідчими органами було виявлено можливу причетність Марка до справи, у серпні 2004 року він був заарештований у своєму особняку в Кейптауні. У січні 2005 року суд ПАР присудив Марка до умовного ув'язнення та штрафу.

## Баронетство
У грудні 1990 року Денису Тетчеру, батькові Марка, був наданий наслідуваний лицарський титул баронета. У сучасній британській системі нагород баронетство — наслідувана почесть з титулом сер. Титул перейшов до Марка Тетчера після смерті Дениса в 2003.

## У культурі
У телефільмі Маргарет Марка зіграв Олівер Ле С'юр.
У 4-му сезоні телесеріалу «Корона» Марка зіграв Фредді Фокс.